# Jimbo (drag queen)
James Insell, plus connu sous le nom de scène Jimbo, est une drag queen canadienne principalement connue pour sa participation à la première saison de Canada's Drag Race, la première saison de RuPaul's Drag Race: UK vs The World et la huitième saison de RuPaul's Drag Race All Stars,,.

## Jeunesse et éducation
James Insell naît le 10 novembre 1983 à London, en Ontario, au Canada. Il étudie la biologie à l'Université Western Ontario, avant d'emménager à Victoria, en Colombie-Britannique, pour travailler comme costumier et scénographe.

## Carrière
James Insell commence sa carrière principalement grâce à des productions locales de James et la Pêche géante et The Rocky Horror Show, et participe à la création de téléfilms produits par Front Street Pictures pour la Hallmark Channel et pour la série télévisée pour enfants Pup Academy,,.
Le 14 mai 2020, Jimbo est annoncée comme l'une des douze candidates de la première saison de Canada's Drag Race, où elle se place quatrième,.
Pendant la pandémie de Covid-19 au Canada, Jimbo lance une collection de masques afin de financer des dons pour les personnes sans-abri ou à faible revenu.
Le 17 janvier 2022, Jimbo est annoncée comme l'une des neuf candidates de la première saison de RuPaul's Drag Race: UK vs The World, où elle se place septième après une élimination controversée,.
Le 20 avril 2023, Jimbo est annoncée comme l'une des douze candidates de la huitième saison de RuPaul's Drag Race All Stars, qu'elle remporte face à Kandy Muse,.

## Filmographie

### Télévision
- 2020 : Canada's Drag Race : candidate, quatrième place (saison 1)[1]
- 2021 : Canada's Drag Race : invitée, épisode 3 (saison 2)[12]
- 2022 :
  - RuPaul's Drag Race: UK vs The World : candidate, septième place[2]
  - Canada's Drag Race : juge invitée, épisode 4 (saison 3)[13]
- 2023 : RuPaul's Drag Race All Stars : candidate, gagnante (saison 8)[3]
- 2024 : Drag Race Belgique : invitée, épisode 8 (saison 2)
- 2025 : Canada's Drag Race : invitée, épisode 8 (saison 5)